# 이나베군

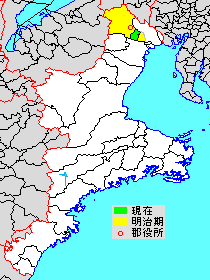
이나베 군의 위치

이나베군(일본어: 員弁郡, いなべぐん)은 일본 미에현에 있는 군이다.
인구 25,635명, 면적 22.68km², 인구밀도 1,130명/km².(2025년 3월 1일, 추계인구)
이하 1정으로 구성된다.
- 도인정(東員町)

## 군역
1879년 이나베군이 발족할 당시의 군역은 도인정을 포함하여 아래 행정 구역에 해당한다.
- 이나베시 전역
- 구와나시 일부